# 肉菊
肉菊（学名：Stebbinsia umbrella）为菊科肉菊属下的一个种。